# Гюстен
Гюстен (нім. Güsten) — місто в Німеччині, розташоване в землі Саксонія-Ангальт. Входить до складу району Зальцланд. Складова частина об'єднання громад Заале-Віппер.
Площа — 36,16 км2. Населення становить 4023 ос. (станом на 31 грудня 2021).

## Галерея

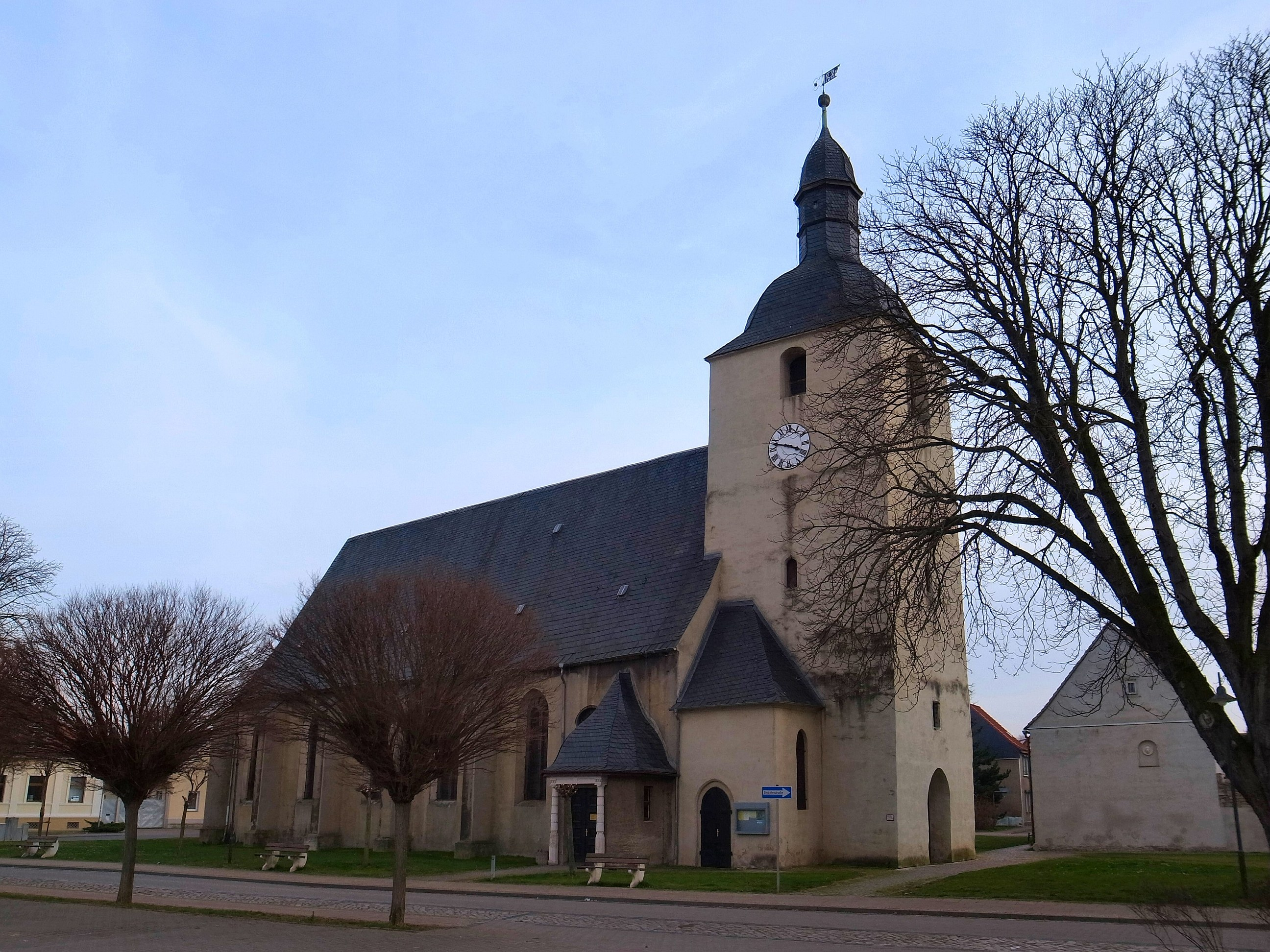